# لجنة الدفاع الوطني (إسبانيا)
لجنة الدفاع الوطني (بالإسبانية: Junta de Defensa Nacional)‏ هي الهيئة التي أنشأها المتمردون العسكريون في 25 يوليو 1936 في الانقلاب الفاشل الذي أدى إلى الحرب الأهلية الإسبانية والتي جمعت افتراضيا لفترة طويلة «جميع سلطات الدولة» في الأراضي التي سيطر عليها المتمردون.

## التأسيس
قاد المتآمرون حركة التمرد في البداية على أساس التسلسل الهرمي العسكري. وتزعم الحركة الجنرال خوسي سانخورخو. كان من المقرر تشكيل إدارة عسكرية برئاسة سانخورخو نفسه، لكنه توفي في 20 يوليو 1936 في حادث تحطم طائرة. فتولى قيادة المتمردين بعد وفاته ميغيل كابانياس. وفي 19 يوليو، أي قبل وفاة سانخورخو وضع الجنرال مولا قائمة موسعة بالإدارة العسكرية، إضافة إلى الأحكام الأولى التي سيتم إصدارها.
وفي 25 يوليو تم تشكيل مجلس الدفاع الوطني رسميًا ومقره في برغش، ويتكون من سبعة أعضاء وتم فيه التصديق على أكثر المحاربين القدامى في جنرالات الفرقة ميغيل كابانياس فيرير، ليكون قائد المجلس ورئيس للدولة. ومع التعيين أتت مسألة عزله من قيادة سرقسطة، حيث حاولت حكومة البلدية في الأيام الأولى الاتفاق مع الجمهوريين. في اليوم التالي عين المجلس فرانسيسكو فرانكو رئيسًا لقوات المتمردين على الجبهة الجنوبية، ولم يكن بعد قد انضم إلى عضوية المجلس حتى 3 أغسطس، وكان معه الجنرالات غونزالو كيبو ديانو ولويس أورجاز يولدي. فأصبح أعضاء المجلس عشرة أعضاء، تم تعيينهم رسميًا في 17 سبتمبر، فصار لهم صوتًا فعليًا وتصويتًا في قرارات الحكومة منذ 3 أغسطس.
بعد أسبوعين وقع الرئيس مرسومًا من المجلس تم فيه استبدال العلم ثلاثي الألوان (الأحمر والذهبي والأرجواني) الذي أنشأته الجمهورية الإسبانية الثانية بالثنائي اللون (الأحمر والذهبي) الذي أنشئ في زمن كارلوس الثالث كما هو علم البحرية، وليكون لاحقًا العلم الوطني. في 21 سبتمبر 1936 انعقد اجتماع في سالامانكا حيث كان على الجيش العسكري مناقشة إنشاء قيادة عسكرية واحدة لتجنب بعض الاحتكاكات مثل تلك التي جرت في الشهرين الماضيين، وقد وافق عليها المجلس مع معارضة من رئيسها كابانياس. بعد ذلك تم التصويت على التعيين وانتخب فرانشيسكو فرانكو (الذي كان تحت قيادة كابانياس في أفريقيا) رئيسًا لحكومة الولاية والجنراليسيمو للجيوش، قائلاً إن كابانياس امتنع عن التصويت نظرًا لموقفه المخالف للإجراء.
من ناحية أخرى بسبب العدد المحدد للجيش الذي أنشئ في إفريقيا والذي تحرك لاحتلال شبه الجزيرة في بداية الحرب، الذي قاد فرانكو بشكل عام عملياته، سعى للقيادة الفردية. وبالتالي أسس نفسه بموجب قرار 21 سبتمبر، فأخذ منصب رئيس الدولة ورتبة «جنرالسيمو» في 30 من نفس الشهر وإعلان ذلك في 1 أكتوبر بعرض عسكري في برغش.

### الأعضاء
الرئيس
- اللواء: ميغيل كابانياس

التشكيلة
- اللواء أندريس ساليكيت
- العميد ميغيل بونتي
- العميد فيديل أروندو
- عقيد ركن فيدريكو مونتانر
- عقيد ركن فرناندو مورينو كالديرون[1]
- قبطان بحري فرانثيسكو مورينو فرنانديز (30 يوليو 1936)[4]
- اللواء فرانثيسكو فرانكو (4 أغسطس 1936)[5][2]
- اللواء جيرمان جيل (18 أغسطس 1936)[6][2]
- اللواء غونزالو كيبو ديانو (19 سبتمبر 1936)[7][2]
- العميد لويس أورجاز يولدي (19 سبتمبر 1936)[7][2]

## إلغاء المجلس
عين المرسوم رقم 138 من مجلس الدفاع الوطني في 30 سبتمبر 1936 الجنرال فرانكو رئيسًا لحكومة الدولة الإسبانية، ممسكا بزمام جميع سلطات الدولة الجديدة، بما في ذلك قيادة الجنراليسمو للقوات القومية البرية والبحرية والجوية والقيادة العليا لجميع العمليات. فألغى فرانكو مجلس الدفاع الوطني وذلك بنقل سلطاته إليه. بالنسبة لإدارة الدولة وبصرف النظر عن الأمور المتعلقة بمجرى الحرب، فقد شكل فرانكو على الفور مجلسًا تقنيًا للدولة وغيره من الهيئات المساعدة.

## هيئات أخرى بنفس الاسم
خلال حكم فرانكو، تم إنشاء منظومتين أخريين تحملان اسم مجلس الدفاع الوطني. في 8 أغسطس 1939 مع نهاية الحرب الأهلية، تم تأسيسها كهيئة استشارية لمجلس الوزراء، وهي عملت مرة أخرى منذ 1938. وكذلك أنشأ القانون الأساسي للدولة الصادر في 10 يناير 1967 مجلس دفاع وطني بقيادة رئيس الحكومة ودمجها مع رؤساء أركان الجيوش الثلاثة، وكانت مهمتهم تقديم المشورة بشأن مسائل الدفاع والقدرة على تولي مهام رئيس الدولة في حالات الأزمات.
خلال فترة الانتقال السياسي وبعدها تم تسمية الهيئة المكونة من رئيس الحكومة ووزير الدفاع ورئيس أركان الدفاع (JEMAD) ورؤساء الأركان العامة في عدة مناسبات مجلس الدفاع الوطني كل من الجيوش الثلاثة، التي تقدم المشورة للحكومة بشأن مسائل الدفاع دون سلطات تنفيذية. في 2005 اختفى المجلس أخيرًا ونقل مهامه إلى مجلس الدفاع الوطني.